# Lina Kačiušytė
Lina Kačiušytė   (Vílnius, 1 de gener de 1963) és una nedadora lituana, ja retirada, especialista en braça, que va competir sota bandera de la Unió Soviètica durant les dècades de 1970 i 1980.
El 1980 va prendre part en els Jocs Olímpics d'Estiu de Moscou, on va disputar dues proves del programa de natació. En la prova dels 200 metres braça va guanyar la medalla de plata, mentre en els 100 metres braça fou setena.
En el seu palmarès també destaca una medalla d'or en el Campionat del Món de natació de 1978. A nivell nacional guanyà el campionat soviètic dels 200 metres braça de 1979. El 1979 es va convertir en la primera nedadora de braça en baixar dels dos minuts i mig els 200 metres. Aquest va ser el seu tercer rècord mundial en la distància i no va ser millorat fins al 1985. També va millorar 25 rècords lituans.  El 1979 i 1980 fou escollida Esportista lituana de l'any.
El 1998 fou inclosa a l'International Swimming Hall of Fame. Una vegada retirada va exercir d'entrenadora de natació a Vilnius. Entre el 2011 i el 2023 fou presidenta de l'Associació d'Atletes Olímpics de Lituània.